# Камчатское авиационное предприятие
Государственное унитарное предприятие Камчатского края «Камчатское авиационное предприятие» — российская авиакомпания, осуществляет региональные авиаперевозки в Камчатском крае.
Предприятие является крупнейшей авиакомпанией региона, выполняя социально-значимые перевозки между краевым центром (Петропавловск-Камчатский) и удалёнными населёнными пунктами.

## История
Приказом Дальневосточного управления гражданского воздушного флота (ДВУ ГВФ) от 31 декабря 1947 года и приказом Камчатского 248-го авиаотряда от 31 декабря 1947 года аэропорт Петропавловск-Камчатский (Елизово) был выделен в самостоятельное подразделение ДВУ ГВФ с 1 января 1948 года.
Первым начальником аэропорта стал В. В. Лурцев, под его началом трудились 62 человека.
В июле 1963 года был образован Камчатский объединённый авиаотряд, в который вошли все подразделения и аэропорты гражданской авиации Камчатки.
До конца 2012 года предприятие находилось в федеральной собственности и называлось ФГУ «Петропавловск-Камчатское авиационное предприятие» (ФГУПКАП). 
В 2010 году была проведена реорганизация федерального государственного унитарного Петропавловск-Камчатского авиационного предприятия (ФГУПКАП) путём присоединения к нему ФГУП «Корякское авиационное предприятие». На втором этапе структурных преобразований из состава реорганизованного авиапредприятия произошло выделение ФГУП «Аэропорты Камчатки» с преобразованием его в ФКП «Аэропорты Камчатки», в состав которого вошли аэропорты МВЛ и вертолётные площадки.
На основании распоряжения Правительства РФ от 25 августа 2012 года № 1525-р «О передаче в государственную собственность Камчатского края федерального государственного унитарного Петропавловск-Камчатского авиационного предприятия (город Елизово, Камчатский край)» ФГУПКАП было передано в собственность Камчатского края и переименовано в Государственное унитарное предприятие Камчатского края «Камчатское авиационное предприятие». Акт приёмки-передачи имущества подписан 2 ноября 2012 года.
Среднесписочная численность работников за 2012 год составила 1053 человека.
На 2016 год в состав государственного унитарного предприятия Камчатского края «Камчатского авиационного предприятия» входят:
- лётное подразделение;
- авиационно-техническая база (АТБ);
- другие службы, осуществляющие наземное аэропортовое обслуживание.

26 октября 2022 года в Якутске прошла стратегическая сессия «Транспортная доступность Дальнего Востока - эффективное взаимодействие дальневосточной авиакомпании и аэропортов». На данном мероприятии было принято решение о том, что «Камчатское авиационное предприятие» вошло в состав единой дальневосточной авиакомпании «Аврора».

### Адрес

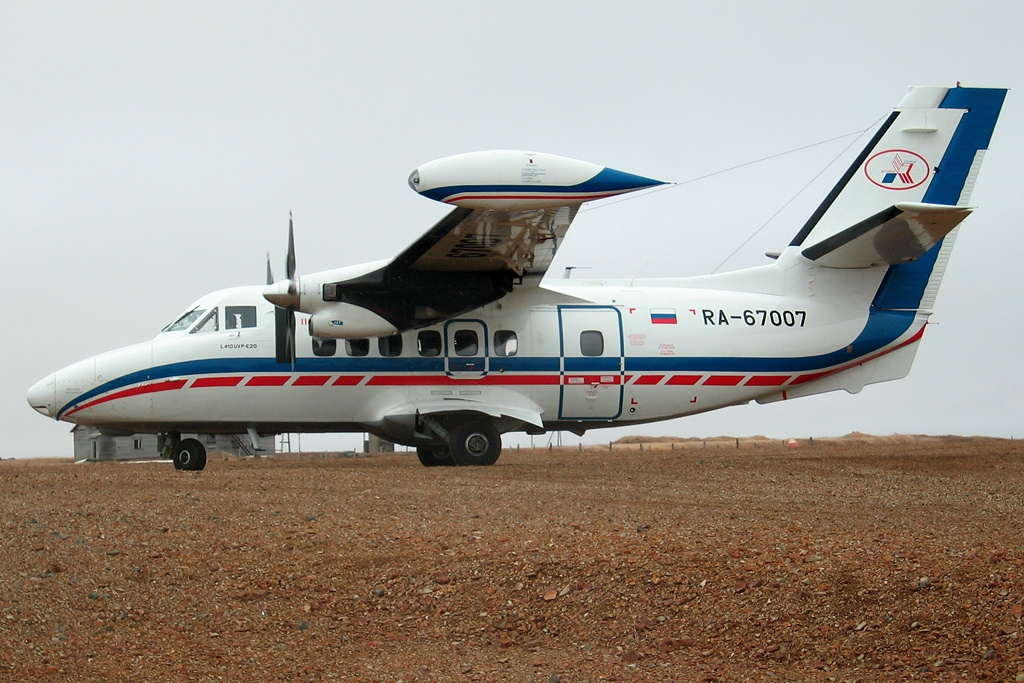
L-410UVP-E20 Камчатского Авиационного Предприятия

684005, РФ, Камчатский край, город Елизово, Аэропорт, улица Звёздная, д. 1.

## Флот

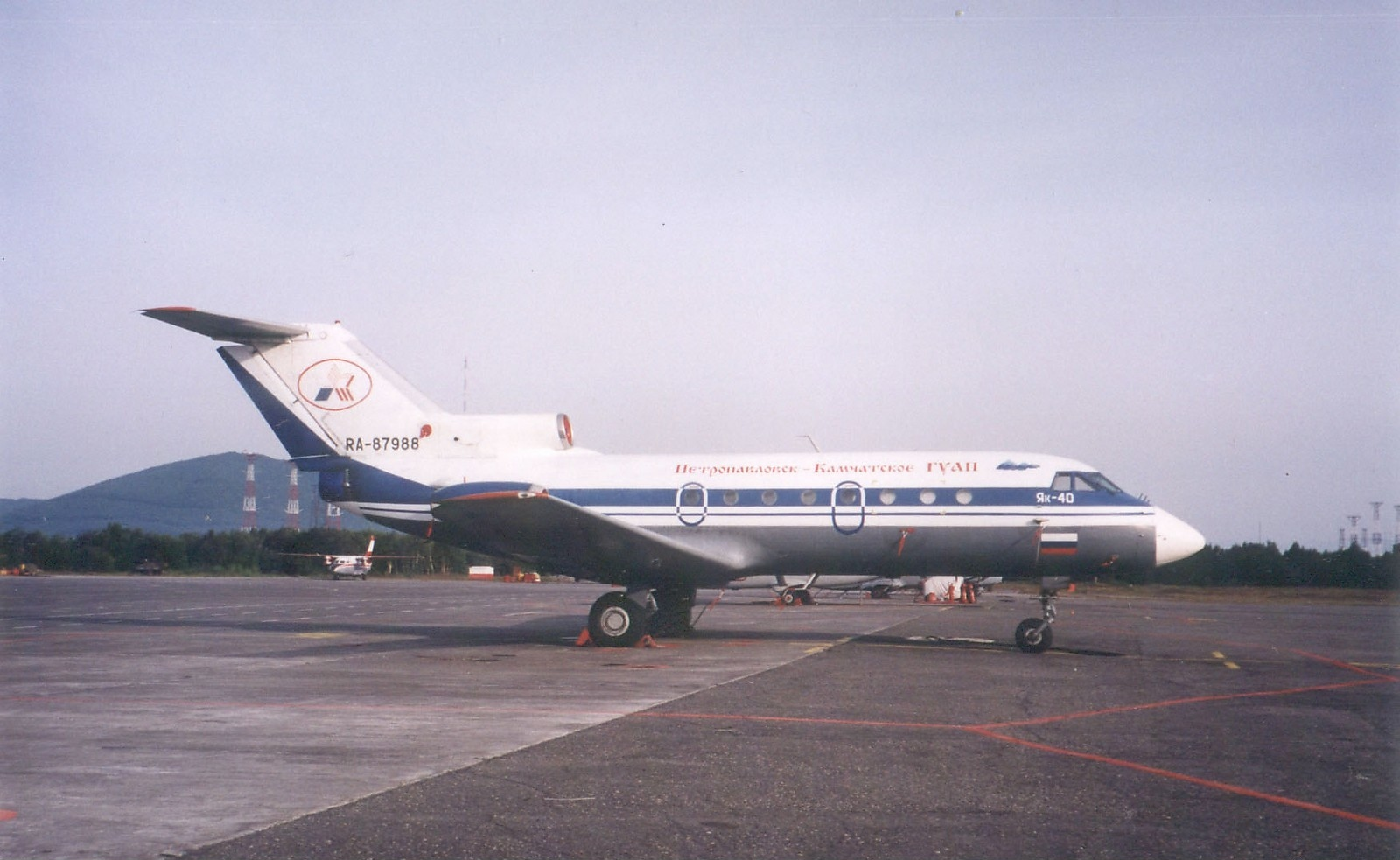
Як-40 Камчатского Авиационного Предприятия

По состоянию на февраль 2022 года размер флота АО «Камчатское авиационное предприятие» составляет 13 самолётов и 8 вертолетов:

## Маршрутная сеть
- Никольское — Аэропорт «Никольское»
- Озерновский — Аэропорт «Озерная»
- Оссора — Аэропорт «Оссора»
- Палана — Аэропорт «Палана»
- Петропавловск-Камчатский — Международный аэропорт «Елизово» Основной хаб
- Соболево — Аэропорт «Соболево»
- Тигиль — Аэропорт «Тигиль»
- Тиличики — Аэропорт «Тиличики»Ан-28 Камчатского Авиационного Предприятия, за год до катастрофы в сентябре 2012

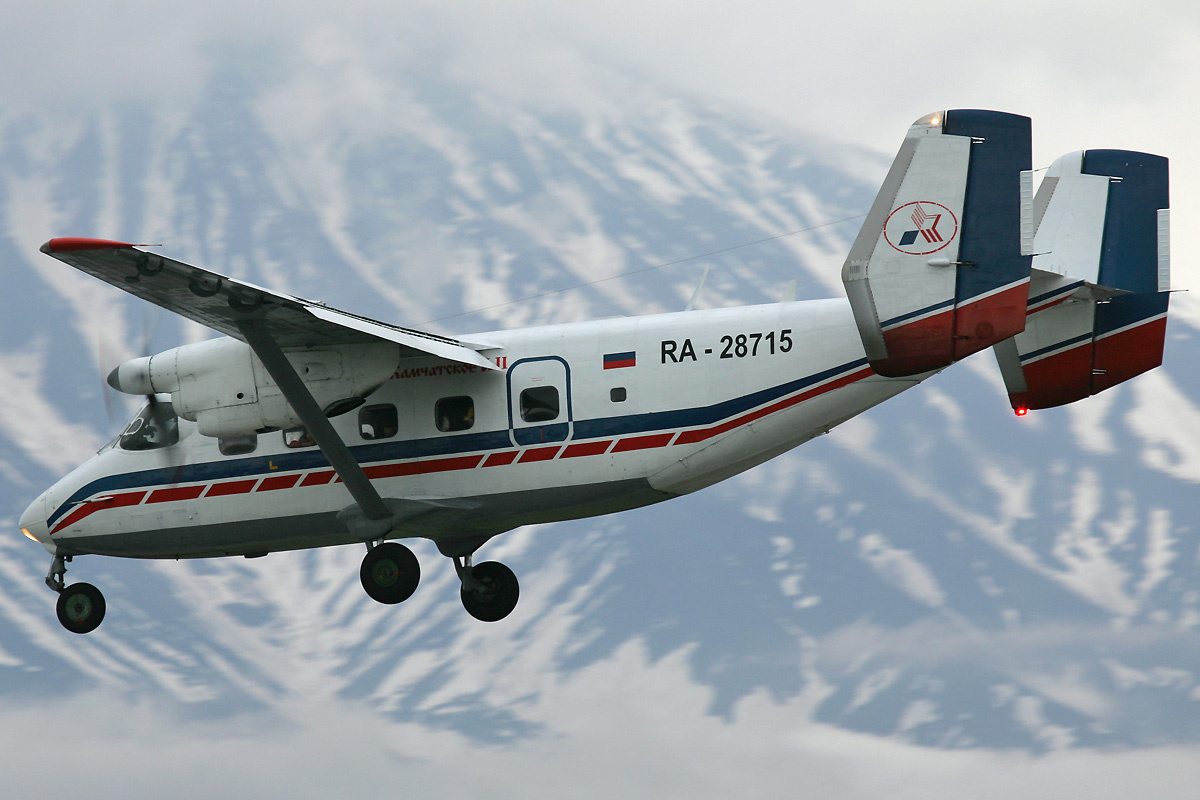
Ан-28 Камчатского Авиационного Предприятия, за год до катастрофы в сентябре 2012

- Усть-Камчатск — Аэропорт «Усть-Камчатск»
- Усть-Хайрюзово — Аэропорт «Усть-Хайрюзово»

## Авиационные происшествия
- 12 сентября 2012 года самолёт Ан-28 (№ RA-28715), принадлежащий ФГУП «Камчатское авиапредприятие», разбился при посадке вблизи аэропорта Палана. Из 14 человек на борту погибли 10[4]. Расходы предприятия, связанные с ликвидацией последствий катастрофы, оказанием помощи пострадавшим и родственникам погибших, на отчётную дату 31 декабря 2012 года составили 3276 тысяч рублей. Ан-26 Камчатского Авиационного Предприятия, за 10 месяцев до катастрофы в июле 2021 года

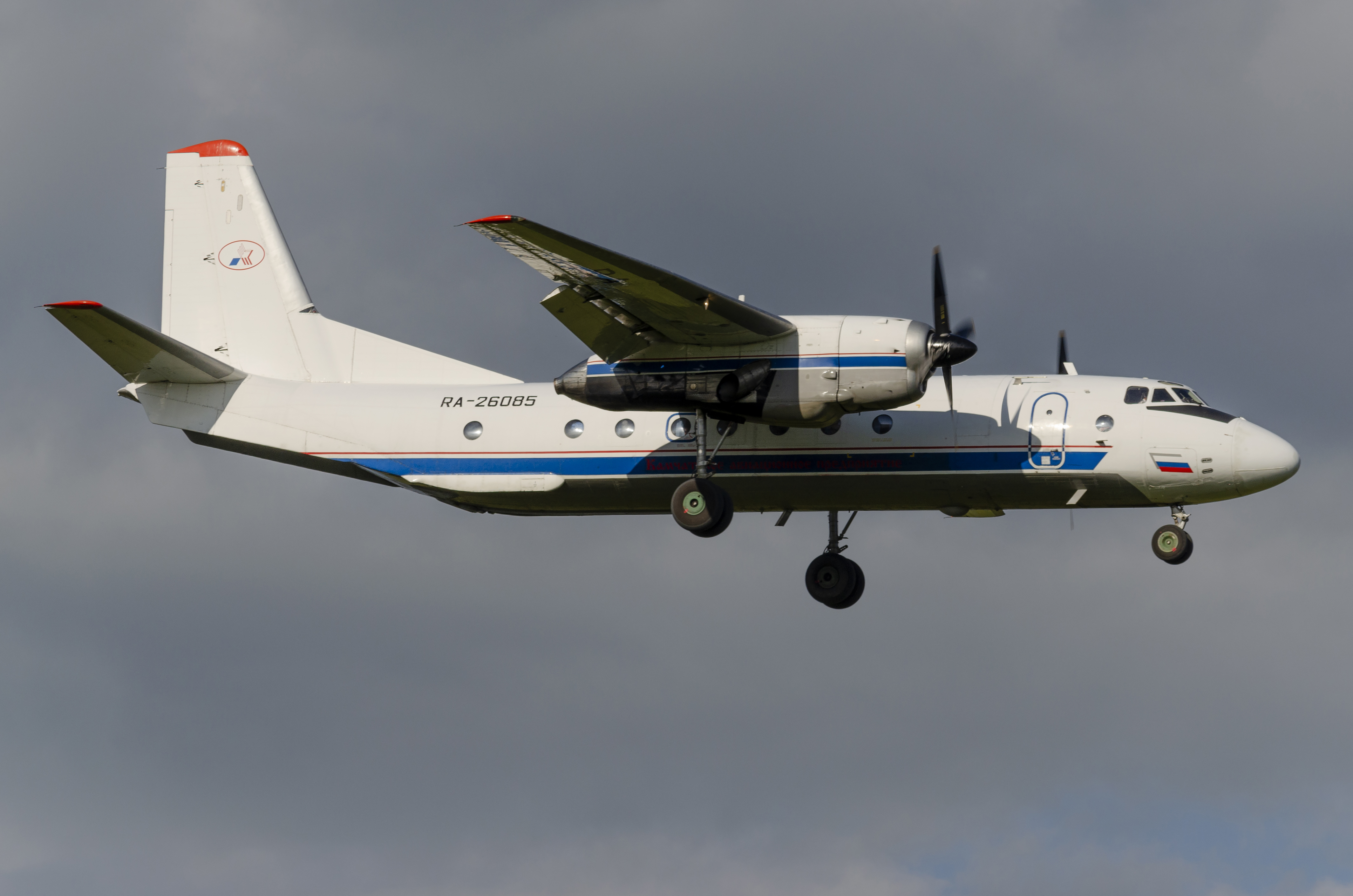
Ан-26 Камчатского Авиационного Предприятия, за 10 месяцев до катастрофы в июле 2021 года

- 6 июля 2021 года в районе Паланы (Камчатский край) при заходе на посадку разбился Ан-26. На борту находилось 28 человек[5].